# Base antarctique Bharati
Pour les articles homonymes, voir Bharati.
La base antarctique Bharati est une station de recherche permanente antarctique administrée par le National Centre for Antarctic and Ocean Research (en) (NCAOR) indien.

## Géographie et histoire
Située sur la Terre de la Princesse-Élisabeth, sur les collines Larsemann près de la baie de Prydz, la base indienne Bharati a été montée en mars 2012 pendant les 4 mois les moins froids de l'année et devrait être exploitée durant une vingtaine d'années.

Elle est composée de 134 conteneurs assemblés sur une structure d'acier, avec de larges baies panoramiques à triple vitrage.